# Swedish Riders Trophy
Swedish Riders Trophy (SRT) är en årlig  hästhoppningsliga, startad 2013, som består av sex deltävlingar samt två finalomgångar som arrangeras på olika ridklubbar i Sverige. Tävlingsreglerna utformas i samverkan med Svenska Ridsportförbundet. Titelsponsor blev under den andra säsongen  Horse1TV och andra anknutna sponsorer är bland andra H&M, Volkswagen, Agria och Hööks. Tävlingen direktsänds exklusivt på tv-kanalen Horse1TV.
Grundad 2013 av Timothy Smart, som en tävling där mindre rutinerade ryttare ska kunna tävla mot världseliten på de största svenska arenorna. 2013 vann Nicole Holmén från Flyinge hästsportklubb. 2014s vinnare, Peder Fredricson, Österlens ridklubb, vann 100 000 kr och totalt under hela säsongen delades 1,2 miljoner kronor ut.
Under 2014 säsongen startade systertävlingen  Swedish Riders Trophy Pony som följer den stora tävlingen under tre deltävlingar med tävlingar med ponnyer inom kategori B, C och D, samt under finalen där en totalvinnare utses från alla kategorier gemensamt. 

## Regler

### Poängsystem
De 30 ryttare som under deltävlingarna samlar ihop flest antal poäng deltar i de avslutande finalomgångarna. Poängen delas ut som följande
| Placering        | 1  | 2  | 3  | 4  | 5  | 6  | 7  | 8  | 9  | 10 | 11 | 12 | 13 | 14 | 15 | 16 | 17 | 18 | 19 | 20 | 21 | 22 | 23 | 24 | 25 | 26 | 27 | 28 | 29 | 30 | 31 | 32 | 33 | 34 | 35 | 36 | 37 | 38 | 39 | 30 | 41 | 42 | 43 | 44 | 45 | 46 | 47 | 48 | 49 | 50 |
| Tilldelade poäng | 54 | 51 | 49 | 47 | 46 | 45 | 44 | 43 | 42 | 41 | 40 | 39 | 38 | 37 | 36 | 35 | 34 | 33 | 32 | 31 | 30 | 29 | 28 | 27 | 26 | 25 | 24 | 23 | 22 | 21 | 20 | 19 | 18 | 17 | 16 | 15 | 14 | 13 | 12 | 11 | 10 | 9  | 8  | 7  | 6  | 5  | 4  | 3  | 2  | 1  |

Efter samtliga delfinaler går de tio ryttare med flest poäng direkt vidare till andra finalomgången. De ryttare som är placerade på plats 11- 30 gör upp om de resterande 10 platserna under finalomgång 1.
Ett speciellt pris tilldelas den ryttare som under deltävlingarna samlat ihop flest poäng

### Allmänna bestämmelser
Swedish Riders Trophy är öppen för ryttare med svensk licens och som är svensk medborgare eller stadigvarande bosatt i Sverige.
En ryttare får starta högst två hästar i kval 1. De 50 bästa ryttarna går vidare till kval 2, därifrån går de 20 bästa ekipagen vidare till delfinal. 
Varje deltävling består av två kval i 1.35 hoppning samt en delfinal i 1.40 hoppning.

### Bästa svenskfödda häst
Uppfödare och ägare till den bästa svenskfödda hästen i finalen omgång 2 delar på ett pris på 50 000 kr som sedan säsong två delas ut på Ryttargalan.

#### Vinnare
| År   | Häst   | Uppfödare      | Ryttare       | Placering i SRT |
| 2013 | Aernst | Åsa Skoog      | Nicole Holmén | 1               |
| 2014 | Easy Q | Mariana Juhlin | Jennie Juhlin | 3               |

### Direktsändning
Delfinaler samt båda finalomgångar direktsänds på tv-kanalen Horse1TV.

## Vinnare
| År   | Vinnare          | Hemmaklubb             |
| 2013 | Nicole Holmén    | Flyinge hästsportklubb |
| 2014 | Peder Fredricson | Österlens ridklubb     |

Första säsongen (2013) blev Flyinge HSK:s Nicole Holmén den första ryttaren som vann Swedish Riders Trophy. Tillsammans med sin häst Aernst vann Nicole priset bestående av 100 000 kr, samt en unik statyett designad av Oskar Korsár. Nicole Holmén vann även priset för   bästa svenskfödda häst denna säsong.
Andra säsongen (2014) vann Peder Fredricson från Österlen RK tillsammans med H&M All In. Peder Fredricson lyckades precis kvala in till finalen som ryttare nummer 30 efter att endast ha startat i två deltävlingar. Som tidigare år vann Peder Fredricson 100 000 kr samt en unik statyett från Oskar Korsár.

### Poängligavinnare
Den ryttare som under säsongen samlat ihop flest poäng under deltävlingarna blir tilldelad ett hederspris. Under den första säsongen var detta pris 10 000 kr och under den andra säsongen specialutformad utrustning till ett värde av 50 000 kr.
| År   | Vinnare         | Hemmaklubb                  |
| 2013 | Jacob Hellström | Flyinge hästsportklubb      |
| 2014 | Jenny Johansson | Årsta-Runstens Sportryttare |

## Tävlingsplatser
Under den första säsongen var det fem deltävlingar samt en semifinal och final på följande tävlingsplatser:
- 28 september Helsingborgs fältrittklubb
- 12 oktober Södertälje ridklubb
- 26 oktober Grevagården, Varbergs ridklubb
- 9 november Flyinge hästsportklubb
- 23 november Strömsholms ridsportförening
- Semifinal och final 7 december. Helsingborgs fältrittklubb

Under den andra säsongen var det sex deltävlingar samt två finalomgångar på följande tävlingsplatser:
- 29-31 augusti Åby Travbana Göteborg, Billdals ridklubb
- 12-14 september Norrköping, Åby ridklubb
- 26-28 september Umeå ryttarförening
- 10-12 oktober Södertälje ridklubb
- 24-26 oktober Helsingborgs fältrittklubb
- 7-9 november Strömsholms ridsportförening
- Final 21-23 november. Flyinge hästsportklubb

## Swedish Riders Trophy Pony
Den andra säsongen av Swedish Riders Trophy lades en ponnyliga till under namnet Swedish Riders Trophy Pony som följde tävlingen under tre deltävlingar samt final. Tävlingarna går i samband med Swedish Riders Trophy på följande platser (en kategori deltar per tävlingsplats): 
2014
1. Åby Norrköping, Åby RK – Kategori B
2. Södertälje ridklubb – Kategori C
3. Helsingborgs fältrittklubb – Kategori D
4. Flyinge hästsportklubb – Final

Kvalificering till Swedish Riders Trophy Pony sker genom ”Inverkansridning Ponny Cup” samt i första omgången av utomhus ponny-SM. 20 ekipage per kategori är startberättigade till Swedish Riders Trophy Pony.
Till finalen av Swedish Riders Trophy Pony kvalar de åtta främsta ekipagen från varje kategori. Tre ekipage per kategori blir placerade, dessutom utses en totalvinnare genom stilbedömning. En jury använder sig av protokoll för inverkansridning där ryttaren får poäng inom olika områden, ryttaren med högst totalpoäng vinner. 
Under 2014 säsongen bestod juryn av Lisen Bratt Fredricson och Jacob Hellström.

### Vinnare
| År   | Vinnare        | Hemmaklubb             |
| 2014 | Philip Svitzer | Flyinge ryttarförening |

Den första säsongen av Swedish Riders Trophy Pony vann Philip Svitzer tillsammans med Golden Star (kategori B). Philip vann en exklusiv V.I.P.-resa till London under Olympia Horse Show 2014, där ett program från hans vistelse spelades in, ”Philip besöker Olympia”, som exklusivt sänds på Horse1TV.